# Ossuaire du cimetière de Crac'h
Pour les articles homonymes, voir Ossuaire (homonymie).
L'ossuaire du cimetière de Crach (ou ossuaire de Crach) est un ossuaire situé dans la commune de Crach, dans le Morbihan, en France.

## Localisation
L'ossuaire est situé à l'angle sud-ouest du cimetière communal, lui-même situé rue du Stade. Il s'appuie sur le mur occidental pour sa plus grande longueur.

## Historique
L'ossuaire est probablement bâti à la fin du XIXe siècle, avant 1891, année où l'ossuaire adossé à l'église paroissiale est déménagé vers celui du cimetière,.
L'ossuaire fait l'objet d'une inscription au titre des monuments historiques par arrêté du 18 mai 1925.

## Architecture

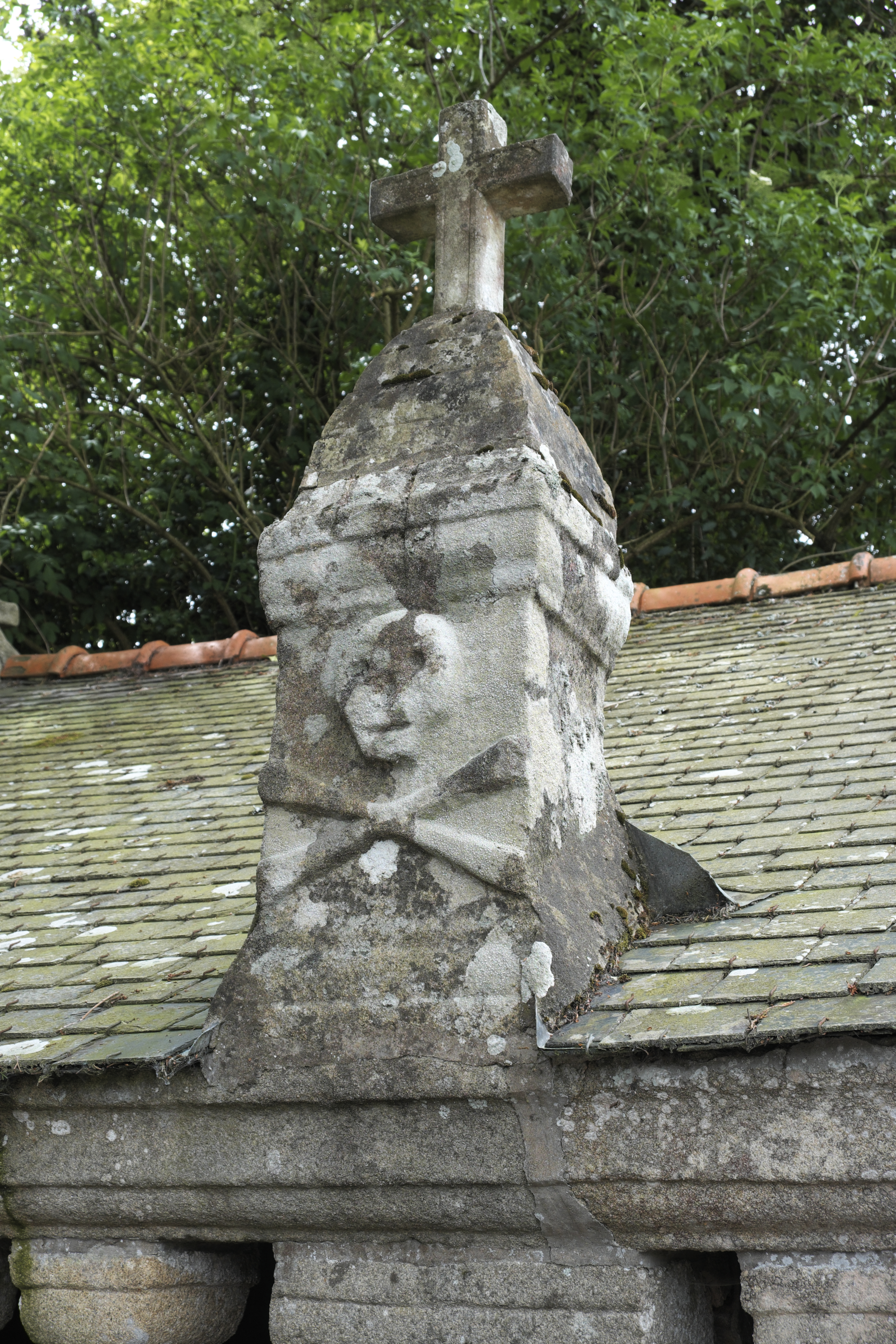
Le pilier central.

L'ossuaire se présente comme un édicule disposé en appentis contre le mur occidental. Sa façade orientale est complètement ajourée : un larmier s'appuie sur une série de balustres qui reposent elles-mêmes sur un muret à corniche. Saillant du toit, le pilier central porte le relief d'un crâne et de tibias croisés, représentant la mort, que surmonte une croix.